# Superliga Egípcia de Basquetebol
A Superliga Egípcia de Basquetebol, também conhecida como Egyptian Basketball Premier League (em egípcio:  الدوري الممتاز أ رجال), é a liga de elite no basquetebol masculino no Egito.  É organizada Federação Egípcia de Basquetebol e dá ao seu campeão o direito de disputar a Copa dos Campeões Africanos.

## Campeões
| Temporada | Campeão    |
| --------- | ---------- |
| 1974–75   | Al Zamalek |
| 1975–76   | Al Zamalek |
| 1976–77   | Al Zamalek |
| 1977–78   | Al Zamalek |
| 1978–79   | Al Ittihad |
| 1979–80   | Al Zamalek |
| 1980–81   | Al Zamalek |
| 1981–82   | Al Ittihad |
| 1982–83   | Al Ittihad |
| 1983–84   | Al Ittihad |
| 1984–85   | Al Ittihad |
| 1985–86   | Al Ittihad |
| 1986–87   | Al Ittihad |
| 1987–88   | Al Zamalek |
| 1988–89   | Al Ahly    |
| 1989–90   | Al Ittihad |
| 1990–91   | Al Zamalek |
| 1991–92   | Al Ittihad |
| 1992–93   | Gezira     |
| 1993–94   | Gezira     |
| 1994–95   | Al Ittihad |
| 1995–96   | Al Ittihad |
| 1996–97   | Al Zamalek |
| 1997–98   | Al Zamalek |
| 1998–99   | Al Ittihad |
| 1999–2000 | Al Ahly    |
| 2000–01   | Al Ahly    |
| 2001–02   |            |
| 2002–03   | Al Zamalek |
| 2003–04   | Gezira     |
| 2004–05   | Gezira     |
| 2005–06   | Gezira     |
| 2006–07   | Al Zamalek |
| 2007–08   | Gezira     |
| 2008–09   | Al Ittihad |
| 2009–10   | Al Ittihad |
| 2010–11   | Gezira     |
| 2011–12   | Al Ahly    |
| 2012–13   | Sporting   |
| 2013–14   | Gezira     |
| 2014–15   | Sporting   |
| 2015–16   | Al Ahly    |
| 2016–17   | Gezira     |
| 2017-18   | Al Ahly    |

| Clube      | Títulos | Anos                                                                               |
| ---------- | ------- | ---------------------------------------------------------------------------------- |
| Al Ittihad | 14      | 1979, 1982, 1983, 1984, 1985, 1986, 1987, 1990, 1992, 1995, 1996, 1999, 2009, 2010 |
| Al Zamalek | 12      | 1975, 1976, 1977, 1978, 1980, 1981, 1988, 1991, 1997, 1998, 2003, 2007             |
| Gezira     | 9       | 1993, 1994, 2004, 2005, 2006, 2008, 2011, 2014, 2017                               |
| Al Ahly    | 6       | 1989, 2000, 2001, 2012, 2016, 2018                                                 |
| Sporting   | 2       | 2013, 2015                                                                         |

## Ligações Externas
- Basquetebol egípcio no Asia-Basket.com

- Este artigo foi inicialmente traduzido, total ou parcialmente, do artigo da Wikipédia em inglês cujo título é «Egyptian Basketball Super League».